# Litauen i olympiska vinterspelen 2002
Litauen deltog i olympiska vinterspelen 2002. Litauens trupp bestod av 8 idrottare varav 5 var män och 3 var kvinnor. Den äldsta idrottaren i Litauens trupp var Povilas Vanagas (31 år, 208 dagar) och den yngsta var Irina Terentjeva (17 år, 224 dagar).

## Resultat

### Konståkning
- Isdans
  - Margarita Drobiazko och Povilas Vanagas - 5

### Skidskytte
- 10 km herrar
  - Liutauras Barila - 82
- 20 km herrar
  - Liutauras Barila - 62
- 7,5 km damer
  - Diana Rasimovičiūtė - 66

### Längdskidåkning
- Sprint herrar
  - Vadim Gusevas - 52
  - Vladislavas Zybaila - 53
- 15 km herrar
  - Ričardas Panavas - 39
  - Vladislavas Zybaila - 52
  - Vadim Gusevas - 59
- 30 km herrar
  - Vladislavas Zybaila - 57
  - Vadim Gusevas - 63
- 50 km herrar
  - Ričardas Panavas - 43
  - Vladislavas Zybaila - 50
  - Vadim Gusevas - 55
- 10+10 km herrar
  - Ričardas Panavas - 47
  - Vladislavas Zybaila - 58
  - Vadim Gusevas - 63
- Sprint damer
  - Irina Terentjeva - 48
- 15 km damer
  - Irina Terentjeva - 48
- 5+5 km damer
  - Irina Terentjeva - 63